# Arth-Rigi-Bahn
Arth-Rigi-Bahn – szwajcarska normalnotorowa linia zębata, która prowadzi od Arth-Goldau do Rigi.

## Historia
Arth-Rigi-Bahn została otwarta w 1873 roku i prowadziła do Staffel. Dnia 4 czerwca 1875 roku odcinek został przedłużony do Rigi Kulm na wysokości 1752 m n.p.m. Linia kolejowa znajduje się w kantonie Schwyz. Linia składa się z jednego toru, na przystankach znajduje się dodatkowy tor.
Na początku eksploatacji kolej była eksploatowana tylko w okresie letnim. Obecnie jest eksploatowana również zimą.
W 1907 roku Vitznau-Rigi-Bahn została zelektryfikowana.

## Bibliografia

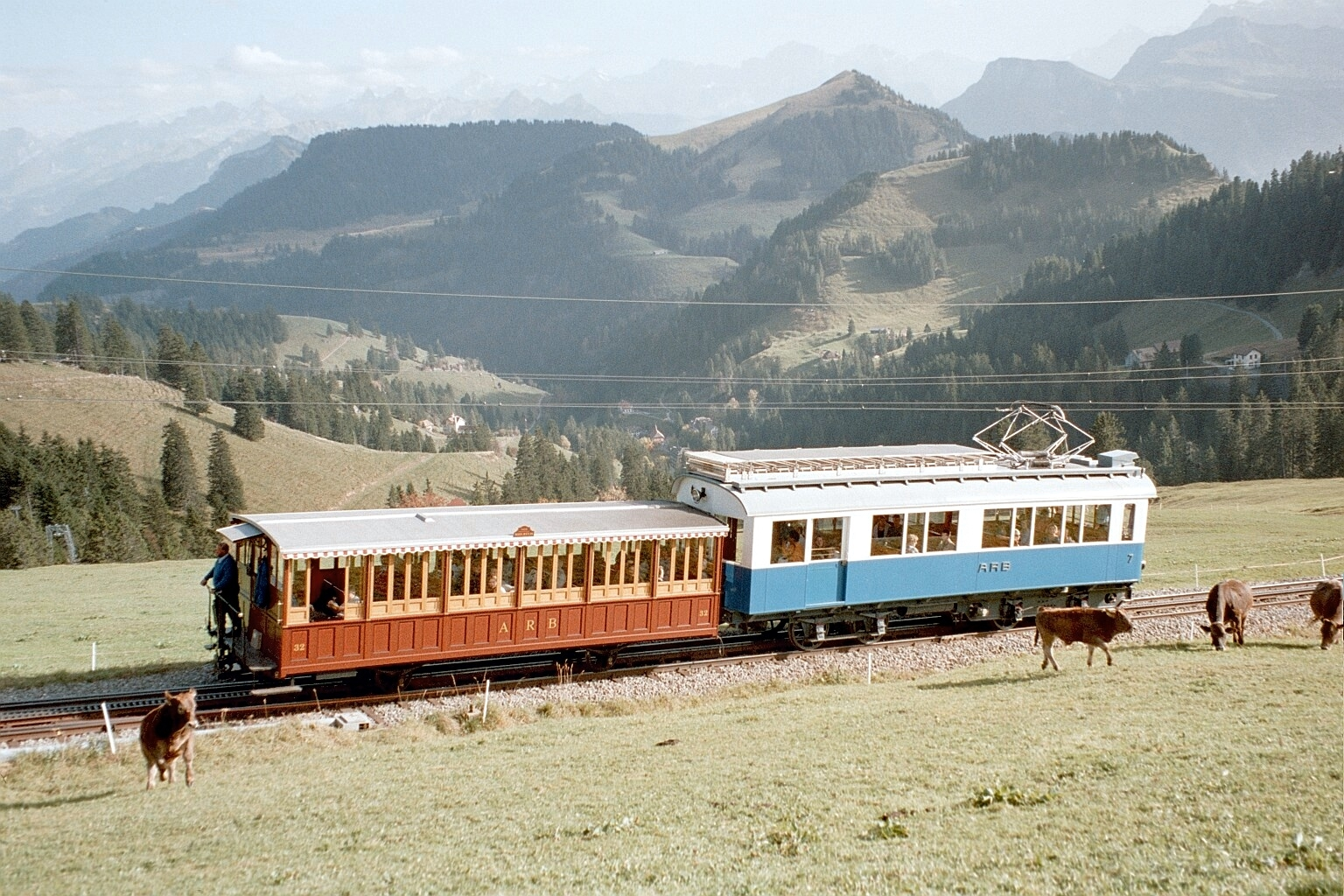
Wagon elektryczny w Staffelhöhe